# Денні зірки
«Денні зірки» — радянський художній фільм, поставлений на кіностудії «Мосфільм» в 1966 році режисером Ігорем Таланкіним за однойменною автобіографічною книгою Ольги Берггольц. Прем'єра фільму відбулася в Москві 20 грудня 1968 року. Фільм, з якого були вирізані деякі сцени, був покладений «на полицю». Через п'ять років після випуску, він був показаний на кінофестивалі у Венеції і приніс режисерові «Золоту медаль участі».

## Сюжет
Фільм заснований автобіографічній книзі «Денні зірки», що вийшла в 1959 році, ленінградської письменниці Ольги Берггольц, яка пережила найважчі роки блокади в обложеному місті. Саме в цей період вона створила одні з найкращих своїх творів, у тому числі поеми, присвячені захисту Ленінграда: «Лютневий щоденник» і «Ленінградська поема».

## У ролях
- Алла Демидова — Ольга Федорівна Берггольц
- Андрій Попов — батько Ольги Берггольц
- Костянтин Баранов — Микола
- Тетяна Леннікова — мати
- Алла Малишева — Оля в дитинстві
- Олена Борисова — сестра Муся
- Іван Уфімцев — служитель зоопарку
- Анатолій Ігнатьєв — вбивця
- В. Демидовський — епізод
- Юрій Леонідов — епізод
- Рита Гладунко — бояриня
- Іван Жеваго — епізод
- Віктор Кольцов — епізод
- Ніна Ургант — жінка з труною
- Олександр Грузинський — пан з дзвіночками
- Іван Жеваго — людина в натовпі
- Герман Качин — хлопець в поїзді
- Віктор Кольцов — старий в поїзді
- Олена Максимова — Мотря
- Петро Савін — епізод
- Аркадій Трусов — епізод
- Микола Шацький — епізод
- Юрій Соловйов — моряк Діма

## Знімальна група
- Автори сценарію і режисер постановник — Ігор Таланкін
- Головний оператор — Маргарита Піліхіна
- Художники — Микола Усачов, Олександр Макаров
- Композитор — Альфред Шнітке
- Звукооператор — Яків Харон
- Диригент — Вероніка Дударова
- Монтажер — Зінаїда Верьовкіна
- Редактор — О. Курганов
- Костюми — Н. Вишня
- Грим — Антон Анджан, Ю. Ємельянов
- Режисер — Михайло Туманішвілі
- Оператор — Б. Сутоцький
- Асистенти: 
 режисера — Л. Бушарова, Є. Єгоров, Ю. Ширяєв 
 оператора — А. Джирквелов, Ю. Васильєв, А. Панкратов
- Директор картини — Лідія Канарейкина